# Language (revue)
Language est une revue scientifique américaine trimestrielle à comité de lecture publiée par la Linguistic Society of America (en) depuis 1925. Elle couvre tous les aspects de la linguistique, en se concentrant sur la linguistique théorique. Son rédacteur en chef actuel est Andries W. Coetzee de l'Université du Michigan.

## Référence
- (en) Cet article est partiellement ou en totalité issu de l’article de Wikipédia en anglais intitulé « Language (journal) » (voir la liste des auteurs).